# 奧莉哈·科貝良斯卡
奧莉哈·尤利安尼芙娜·科貝良斯卡 （烏克蘭語：Ольга Юліанівна Кобилянська，羅馬化：Olha Yulianivna Kobylianska，1863年11月27日—1942年3月21日），乌克兰現代主義作家、民族主义者、女性主義者。

## 小傳

### 出身
1863年，科貝良斯卡生於布科維納的古拉胡莫魯盧伊 。父親尤利安·雅科维奇·科貝良斯基（烏克蘭語：Юліан Якович Кобилянський，羅馬化：Yulian Yakovych Kobylianskyi，1827年—1912年）擔任公務員，是烏克蘭貴族後裔；母親瑪利亞·沃納（烏克蘭語：Марія Йосипівна Вернер，1837年—1912年）則是波蘭-德國混血兒，其為希臘天主教徒、並懂得烏克蘭當地方言。她本人在七個孩子裡排行老四。 德国诗人扎卡赖亚斯·沃纳（德語：Zacharias Werner) 是奧爾哈的遠親。奥尔加的一位兄弟斯捷潘·尤利安诺维奇（烏克蘭語：Степан був Юліанович）後來成为肖像画家、另一位兄弟尤利安·尤利安诺维奇（烏克蘭語：Кобилянський Юліан Юліанович）則成为語言學家，並撰寫過數本拉丁语教科書。

### 早年生活
科貝良斯卡只接受了四年德语正规教育，其餘時候主要靠自学。1880年起開始以德语創作。她除了精通德语外，還通曉烏克蘭语和波兰语。1868年左右，她的父亲在蘇恰瓦找到工作，因此舉家遷移到該地，並與烏克蘭作家米科拉·乌斯蒂亚诺维奇（烏克蘭語：Микола Устиянович）的女儿奥尔哈·乌斯蒂亚诺维奇（烏克蘭語：Ольгою Устиянович）見面並結為好友。1889年，她搬到位于迪姆卡村（现切爾諾夫策州）的的娘家庄园。 1973年，當地开设了一座纪念她的博物馆。

### 切尔诺夫策

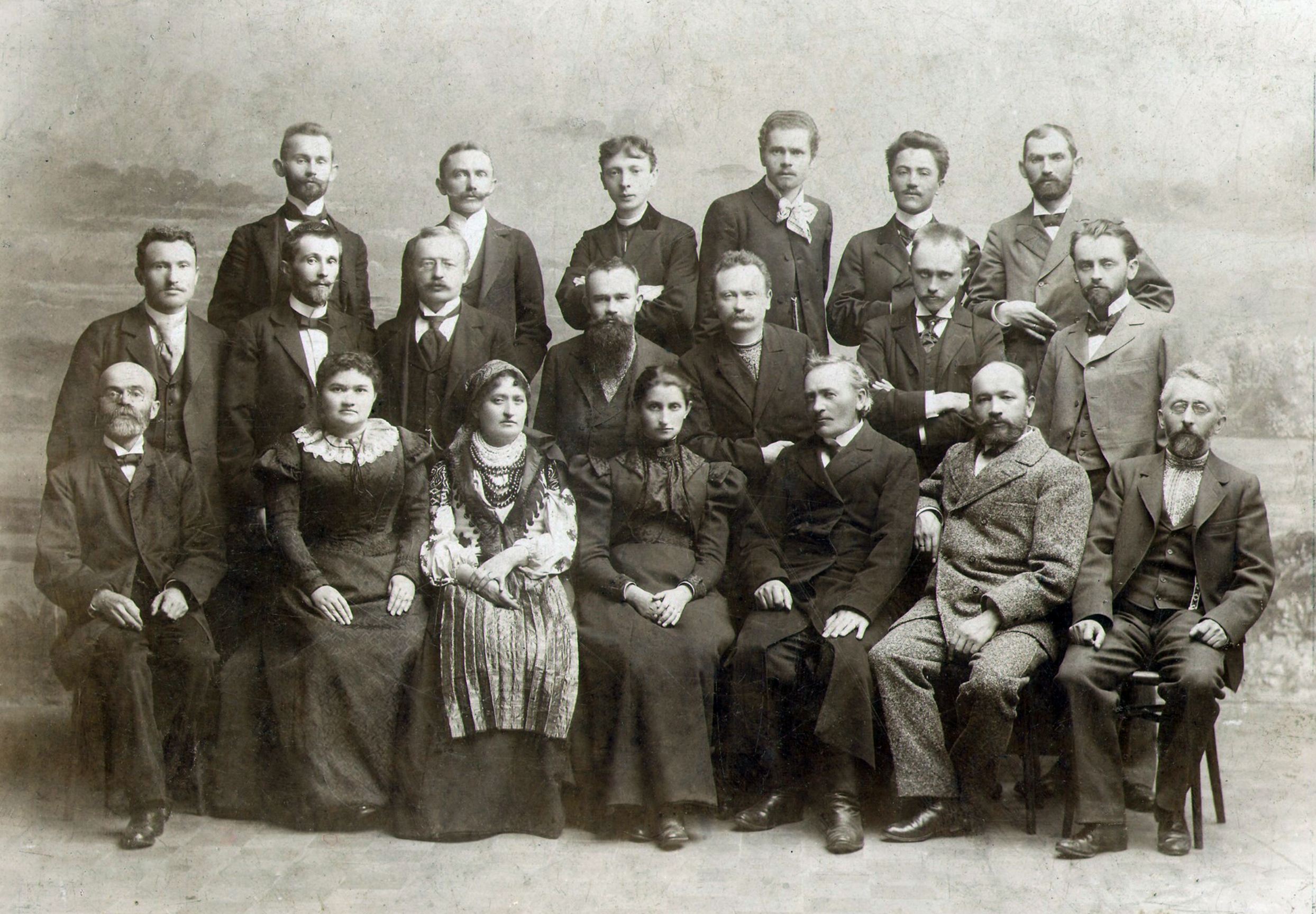
1898年10月31日，舍甫琴科科学学会的董事会和成员庆祝伊万·科特利亚列夫斯基作品《埃涅伊达》出版 100周年，利沃夫：坐在第一排的有：米哈伊洛·帕夫利克 (Mykhaylo Pavlyk)、葉夫亨尼婭·雅羅斯申斯卡（Yevheniya Yaroshynska）、納塔利婭·科布倫斯卡、奧莉哈·科貝良斯卡、西尔维斯特·莱普基 (Sylvester Lepky)、安德里·柴可夫斯基、科斯特·潘科夫斯基。第二排：Ivan Kopach、Volodymyr Hnatiuk、Osyp Makovei、米哈伊尔·格鲁舍夫斯基、伊万·弗兰科、Oleksandr Kolessa、Bohdan Lepky。第三排：伊萬·彼得魯舍維奇、菲拉雷特·科莱萨、约西普·基沙克维奇、伊万·特拉什、丹尼斯·盧基揚諾維奇、米科拉·伊瓦修克。

1891年，科貝良斯卡搬到了切爾諾夫策，並與納塔利婭·科布倫斯卡和索菲婭·奧庫內夫斯卡-莫拉切夫斯卡見了面。兩人鼓励她广泛阅读，并以烏克蘭語写作。她還爱上了納塔利婭的兄弟叶夫亨·奥扎尔克维奇。
1894年，科貝良斯卡與其他人創辦了「布科维纳鲁塞尼亚妇女协会」，并在小册子《关于女权运动思想的一些话》中提及協會綱領。她最著名的作品是小说《Tsarivna》（公主）。该作品1895年發表在《布科维纳》报纸與其他媒體，主要体现了她的政治和社会观点。《公主》（原名《Lorelei》）是她首部以烏克蘭語（而非德语）出版的作品。 
1896年，科貝良斯卡先後創作了《Arystokratka》、《Impromptu phantasie》、《Valse melancolique》 等作品。《Valse melancolique》以開創性的手法探討同性恋，部分取自她的自身经历。1890年代，她曾与男性文学评论家奥西普·马科韦（Osyp Makovei）談過戀愛。奧西普很喜歡科貝良斯卡的作品，並對她筆下堅強、独立、受教育、還捍衛自身性權利的女角深感兴趣。两人后来分手。1901年，科貝良斯卡和列霞·烏克蘭卡相识。兩人的情感關係頗為密切，但由於疾病與環境限制，兩人只得以書信往來。文学评论家伊霍尔·科斯特斯基（Ihor Kostetsky）認為她们的关系頗接近同性恋，而乔治·SN·卢基（George SN Luckyj）则认为：「儘管两个女人在书信中的措辭，看起来像同性恋，但她們很可能幾無身体接触。」。Solomiia Pavlychko注意到奧爾哈的作品中存有同性恋情色的風格，尤以《Valse melancolique》為甚。 

其他著名小说有《Zemlya》 （「土地」，1902 年）和《V nedilyu rano zillia kopala》（「星期天早上她采草药」，1909年）。维塔利·切尔涅茨基（Vitaly Chernetsky）針對後者写道：
这本书改編自一首著名的烏克蘭民歌「Oi ne khody, Hrytsiu...」（「噢Hryts你別走……」）。曲中男子Hryts同时追求兩位女子。其中一位女子則绝望地以草药，毒死了她的愛人。由于读者早就知道故事情节，因此注意力就转向了作品的呈现方式：包括叙事技巧、对自然與乡村风俗和仪式的描述、還有额外引入的情节和细节等。小说引入的一群吉普赛人作為新角色。他们在（烏克蘭喀尔巴阡山脉的农村地区）和匈牙利平原间迁徙，並在故事中扮演关键角色。当代文化研究称其为「混合性」，混合性使科（奧莉哈）比良斯卡的小说，在烏克蘭现代主义者处理民俗主题的作品中脱颖而出。
同时，奧爾哈一些抽象风格的诗歌和散文作品，也发表在《Svit》和《乌克兰小屋》等地方杂志中。
米哈伊洛·斯塔里茨基后来針對《V nedilyu rano zillia kopala》製作了同名戲曲。该作品还被翻译成多种语言。奧爾哈後來与影響她文化與政治觀點的列霞·烏克蘭卡、伊万·弗兰科、瓦西里·斯特凡尼克和米哈伊洛·柯秋宾斯基等人結伴成行此外，她与马尔科·切列姆希纳、奥西普·马科维、卡特里亚·赫里涅维切娃等作家合作，描写了第一次世界大战。这时期的著名短篇小说包括《犹大》 與《一名被定罪的士兵写给妻子的信》等。
1918年，科貝良斯卡强烈反对布科维纳与罗马尼亚合并，导致她遭罗马尼亚新政府迫害。 1940年，苏联占领比萨拉比亚和北布科维纳时，她迎接了苏联占领军。她获得了苏联国籍，并被接纳为乌克兰苏联作家协会会员；1941年，当乌克兰领土回归罗马尼亚时，她出於健康问题，无法离开切尔诺夫策。 
當時的罗马尼亚政府後來搜查了科貝良斯卡的公寓、沒收多部作品和手稿、並將她送上军事法庭。 1942年3月21日，科貝良斯卡在审判结束前就去世了，享年78岁。罗马尼亚政府禁止乌克兰人向她致以最后的敬意，只允許亲属参加葬礼。

### 身後的傳承

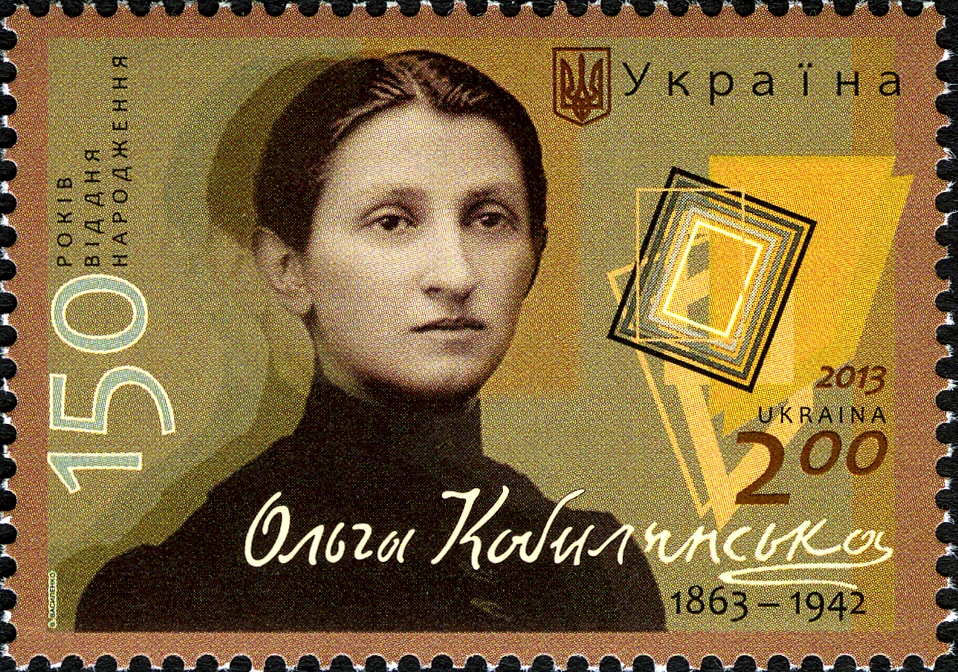
2013年，描绘了奥尔哈·科比利安斯卡的乌克兰邮票

1940年11月27日，苏联占领北布科维纳后，切尔诺夫策州执行委员会，将切尔诺夫策原本以作家Iancu Flondor命名的步行街道，改為她的名字。随后基輔、利沃夫、第聂伯罗和扎波罗热等地的许多街道都以她的名字命名。
1954年，切尔诺夫策戏剧剧院以她的名字命名。 1964年，剧院入口前竖立了一座小纪念碑。剧院在1977至1980年翻修后，安装了由雕塑家Anatolii Skyba和Mykola Myroshnychenko创作的新纪念碑。原来的纪念碑被移至切尔诺夫策地区的迪姆卡村。
2006年，奧莉哈·科貝良斯卡文學獎奖项设立，旨在表彰有关乌克兰社会女性主题的文学、艺术或新闻作品以及科学研究。

## 創作

### 故事和小说
- Man (1886)
- The Princess (1896)
- Earth (1901)
- Niobe (1905)
- Early on Sunday, She Gathered Herbs (1908)[10]
- Through the Masonry (1911)
- By Situations (1913)
- Black Apostle (1926)

### 短篇小说
- Pictures from the life of Bukovyna (1885)
- Spectacle (1885)
- The Dove and the Oak (1886)
- She got married (1886-1887)
- Impromptu phantasie (1894).
- Valse melancolique (1894).
- Rozhi (1896)
- He and She (1895)
- Time (1895)
- Battle (1895)
- What I Loved (1896)
- My Lilies (1901)
- Autumn (1902)
- Judas (1915)
- To Meet One's Fate (1915)[10]
- Dreaming (1917)
- He Has Gone Mad (1923)[10]
- Don't Laugh (1933) and others.

### 德语作品
科貝良斯卡在向乌克兰语过渡之前，曾經以德语寫過一些作品。

## 写作风格
科貝良斯卡的写作風格受弗里德里希·尼采和乔治·桑所影响。她对乌克兰农民很感兴趣，并经常撰写農民生活相關的故事。她在這些故事裡描绘了善恶之争、神秘自然力量、宿命、魔法、非理性等。她的作品以印象派、抒情的自然描写、以及微妙的心理刻画而闻名。
科貝良斯卡的作品已有多个出版本與选集。 1944年，切尔诺夫策为纪念她，而把她在1938年至1942年居住的大楼，设為文学纪念博物馆。Solomiia Pavlychko注意到科貝良斯卡出版的作品，存在强烈的同性恋主题，最著名的是《Valse mélancolique》 。 
她的名言有：
|  | 當神賜我一口氣時，我會開始工作……工作是我們的命運，畢竟，我們終有一天，要永遠休息。（Zemlya，1902年） |

### 电影改编
- "Earth" (1954; in the roles - A. Buchma, L. Shvachko)[11]
- "The Wolfhound" (1967)[11]
- "The Melancholic Waltz" (1990, t / f; )[11] (1994, TV series, director C Turanyian)

### 德语
- Kleinrussische Novellen (Малоруські новели). Minden i. Westf. J. C. C. Bruns, [1901].